# Inaba Yoshimichi
Inaba Yoshimichi (稲葉 良通?; 1515 – 5 gennaio 1589) conosciuto anche come Inaba Ittetsu (稲葉 一鉄?), fu un samurai del periodo Sengoku e un capo importanti del clan Inaba.
Yoshimichi faceva parte del "Triumvirato di Mino" (西美濃三人衆?, Nishi Mino Sanninshū) assieme a Andō Michitari e Ujiie Bokuzen. 
Servitore di Saitō Dōsan si schierò con Saitō Yoshitatsu durante la battaglia di Nagara-gawa. Partecipò alla battaglia di Moribe ma nel 1567 il Triumvirato decise di unirsi alle forze di Oda Nobunaga partecipando all'assedio di Inabayama dalla parte degli Oda. Divenne successivamente servitore di Nobunaga col quale prese parte alle sue maggiori battaglie.
Dopo la morte di Nobunaga divenne servitore di Toyotomi Hideyoshi. Morì nel 1589.
I suoi figli Sadamichi e Shigemichi continuarono a servire il clan Toyotomi.